# Jean Lavidalie
Jean Lavidalie, né le 30 octobre 1902 à Virsac (Gironde), est un mécanicien français, disparu en mer (Atlantique Sud) le 7 décembre 1936.

## Biographie
Ses parents Pierre et Marguerite Lavidalie étaient cultivateurs à Virsac.
Mécanicien-Navigant, il aida Jean Mermoz à mettre au point la traversée de l'Atlantique Sud.
Il disparut en mer le 7 décembre 1936, après douze années de service, à bord de l'hydravion La Croix du Sud. L'équipage était composé de Jean Mermoz, chef de bord ; Alexandre Pichodou, pilote ; Henri Ézan, navigateur ; Edgar Cruveilher, radio et Jean Lavidalie, mécanicien. Un hommage national leur est rendu, le 30 décembre 1936, à l'Hôtel national des Invalides, avec citation à l'ordre de la Nation.
Il était chevalier de la Légion d'honneur.
Il était considéré comme un professionnel hors pair, totalisant 3 197 heures de vol.